# Les enfants de Troumaron
Les enfants de Troumaron o The Children of Troumaron es una película de Mauricio filmada en colores dirigida por Sharvan Anenden y Harrikrisna Anenden el guion de Ananda Devi basado en su novela Eve de ses decombres que se estrenó el 6 de septiembre de 2012 en Mauricio y tuvo como actores principales a Roshan Hassamal, Kristeven Mootien,  Kitty Philips y Vinaya Sungkur.

## La guionista
La guionista Ananda Devi es la esposa de Harrikrisna Anenden y la madre de Sharvan Anenden. Es una importante escritora en estudios francófonos, en particular los que se refieren a su isla natal, Mauricio. Su novela Ève de ses décombres fue aclamada por la crítica cuando se publicó en 2006, ganó cuatro premios, incluyendo el Premio Cinco Continentes y ratificó su posición como escritora en lengua francesa.

## Sinopsis
Cuatro jóvenes que viven en un barrio pobre de Port-Louis, la capital de Mauricio, llamado Troumaron sobreviven como pueden en medio de sus circunstancias adversas. Ellos son Sadiq, un aspirante a poeta, Eve, que para obtener sus útiles escolares se prostituye, Clelio que vive enojado contra el mundo y Savita, una joven que no ve la forma de escapar de allí. Eve tiene un proyecto para huir con Savita que al ser ejecutado provocará terribles consecuencias.

## Reparto
Intervinieron en la película los siguientes actores:
- Palmesh Cuttaree	...	Profesor De Biologie
- Thierry Francoise	...	Kenny
- Roshan Hassamal	...	Sadiq
- Kristeven Mootien	...	Clelio
- Kitty Philips	...	Eve
- Vinaya Sungkur	...	Savita
- Gaston Valayden	...	Padre de Eve

## Festivales
La película fue exhibida en el Festival de Cine de Hamburgo y en el Festival de los Filmes del Mundo, Montreal, en la sección “Una cierta mirada sobre el mundo”.

## Premios y nominaciones
Festival Panafricano de Cine y Televisión Uagadugú 2013
- Les enfants de Troumaron, ganador del Premio Oumarou Ganda a la Mejor Primera Película[10]
- Les enfants de Troumaron, nominada al Premio RFI

## Comentarios
El sitio web africultures opinó:

… Eve no lleva su nombre por casualidad: víctima de sus heridas, es emblemática de un origen amenazado, la primera mujer, el útero de la vida en esta desheredada ciudad de Troumaron que se convierte en un coto de caza y un cementerio… El sigilo y la fragilidad de las situaciones y sentimientos se muestran en la pantalla con gran fluidez, mientras que el drama está anudado, precisamente el de los escombros... Desde el principio, los Anenden escudriñan a Eve muy de cerca, en muy primeros planos en su rostro, sus ojos. Esta intimidad es esencial: es a través de ella que entramos en la complejidad de ser mujer en una sociedad machista. Violada de niña, su lesión es física... Se acerca a Savita, ella misma herida por los hombres. Pero los gallos no pueden soportar verlos bailar juntos, para poder poseer sus cuerpos deseables… De Savita a Eva, la historia huele a muerte: ¿a qué pueden aferrarse estos niños de Troumaron? Su ira es la de los desesperados, que reverberan la violencia que se les hace. La literatura y el cine son voces de alarma: es urgente escuchar a estos niños para revertir su malvado destino.